# أولينا فيدوروفا
أولينا فيدوروفا (بالأوكرانية: Федорова Олена Олегівна)‏ هي غطاسة أوكرانية، ولدت في 14 نوفمبر 1986 في ميكولايف في أوكرانيا.

## وصلات خارجية
- أولينا فيدوروفا على موقع الاتحاد الدولي للسباحة (الإنجليزية)
- أولينا فيدوروفا على موقع قاعدة بيانات الغوص IAT (الألمانية)
- أولينا فيدوروفا على موقع اللجنة الأولمبية الدولية (الإنجليزية)
- أولينا فيدوروفا على موقع أوليمبيديا (الإنجليزية)